# Владимирская церковь (Посёлок имени Карамзина)
Церковь во имя Святого Равноапостольного Великого князя Владимира — бывшая приходская церковь в посёлке имени Карамзина, Симбирской епархии Симбирской митрополии Русской православной церкви. Здание церкви — памятник архитектуры РФ.

## История

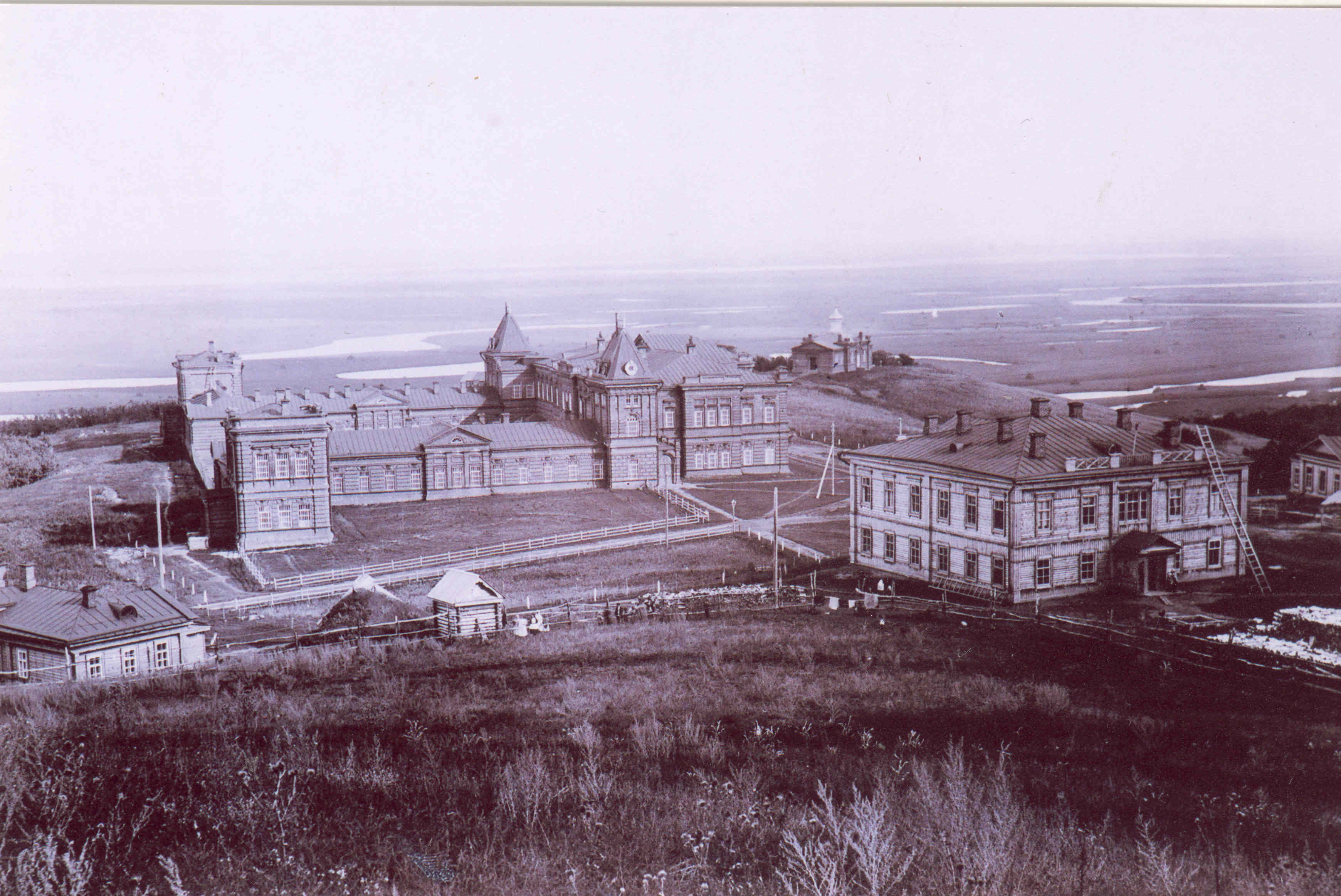
Посёлок имени Карамзина (фото 1910). У обрыва - церковь во имя Святого Равноапостольного Великого князя Владимира.

Каменная церковь во имя Святого Равноапостольного Великого князя Владимира была построена в ноябре 1900 года, в юго-восточной части больничного комплекса Карамзинской колонии душевнобольных. Церковь освятил 12 (25) апреля 1901 г. ключарь Троицкого кафедрального собора протоиерей Михаил Троицкий.
Церковь и комплекс зданий колонии возвели на завещанный капитал сенатора Владимира Николаевича Карамзина — младшего из сыновей историографа Николая Михайловича Карамзина. Проект, составленный архитектором Михаилом Григорьевичем Алякринским, был утверждён в Симбирской духовной консистории.
В 1923 году храм был закрыт, снесён купол, а в марте 1924 года всё его имущество было передано церкви в честь Рождества Христова с. Городищи Карсунского уезда Симбирской губернии. В помещении бывшей церкви был открыт клуб при больнице, просуществовавший до 1984 года и был закрыт из-за угрозы оползня.
16 сентября 2023 года, в храме во имя святого равноапостольного князя Владимира посёлка имени Карамзина была совершена первая за сто лет Божественная литургия.

## Описание
Особенность церкви в том, что алтарём она обращена на юго-восток, на так называемый «зимний восток». Здание церкви находится на возвышении у крутого склона к Волге. К церкви примыкает кладбище. За кладбищем — склоны крутого берега.
Храм в настоящее время находится в руинированном виде, внутри всё заросло и замусорено; ещё в советское время здание пострадало от пожара и перестройки под клуб.

## Духовенство
- Арнольдов Павел Петрович (священник, с 1902)[3]
- Абрамов М. С. (и. д. псаломщика, с 1902)[3],
- Лукьянов Николай Иаковлевич (священник, с 1902)[3],
- Утехин Леонид (псаломщик)[3].